# Кинард, Эрик
Э́рик Ки́нард (англ. Erik Kynard, род. 3 февраля 1991 года в Толидо, штат Огайо, США) — американский прыгун в высоту, чемпион летних Олимпийских игр в Лондоне (2012).

## Биография
Эрик Кинард родился в 1991 году в Толидо, США. В 2009 году он закончил Rogers High School и в настоящее время проходит обучение в Университете штата Канзас, где его тренирует Клифф Ровелто.
Личный рекорд Кинарда — 2,35 м в прыжках на открытом пространстве и 2,33 м в помещении (первый был установлен в 2016 г. в Бирмингеме, а второй — в Фейетвилле соответственно).
На отборочном турнире к Олимпиаде-2012 по лёгкой атлетике Эрик Кинард по результатам выступления занял второе место после Джейми Ньето. На самой же Олимпиаде он взял высоту 2,33 м, став вторым (после россиянина Ивана Ухова, прыгнувшего на высоту 2,38 м). В 2019 году Ухов был дисквалифицирован за допинг. В 2021 году МОК перераспределил награды, золото перешло к Кинарду.
В 2022 году сам Кинард был уличён в незаконных внутривенных инфузиях и отстранён на полгода.

## Достижения
| Год  | Соревнование                           | Город                  | Место | Высота          |        |
| ---- | -------------------------------------- | ---------------------- | ----- | --------------- | ------ |
| 2008 | Чемпионат мира среди юниоров           | Быдгощ, Польша         | 19-е  | 2,10 м          |        |
| 2011 | Чемпионат мира по лёгкой атлетике 2011 | Тэгу, Южная Корея      | 14-е  | 2,28 м          |        |
| 2011 | Летняя Универсиада 2011                | Шэньчжэнь, Южная Корея | 13-е  | 2,15 м          |        |
| 2012 | Летние Олимпийские игры 2012           | Лондон, Великобритания | 1-е   | 2,33 м          |        |
| 2013 | Чемпионат мира                         | Москва, Россия         | 5-е   | Прыжки в высоту | 2,32 м |
| 2014 | Чемпионат мира в помещении             | Сопот, Польша          | 4-е   | Прыжки в высоту | 2,34 м |
| 2015 | Чемпионат мира                         | Пекин, Китай           | 8-е   | Прыжки в высоту | 2,25 м |
| 2016 | Чемпионат мира в помещении             | Портленд, США          | 3-е   | Прыжки в высоту | 2,33 м |